# راكان النجار
راكان النجار (بالإنجليزية: Rakan Al-Najjar)‏؛ مواليد 31 مايو 1995 في جدة، السعودية، هو لاعب كرة قدم سعودي يلعب لنادي الرياض.

## مسيرة اللاعب
لعب في نادي الاتحاد ونادي الرياض.

## الحياة الشخصية
هو شقيق اللاعب عمار النجار و الإعلامي وائل النجار وابن عم الاعلامي والصحفي هتان النجار .

## روابط خارجية
- راكان النجار على موقع قاعدة بيانات كرة القدم.إي يو (الإنجليزية)
- راكان النجار على موقع Soccerway.com (الإنجليزية)
- راكان النجار على موقع كووورة